# روز مادر (فیلم ۱۹۸۰)
«روز مادر» (انگلیسی: Mother's Day) فیلمی در ژانر جنایی، ترسناک، و مهیج است که در سال ۱۹۸۰ منتشر شد. از بازیگران آن می‌توان به نانسی هندریکسون اشاره کرد.